# Гистров
Гистров (њем. Güstrow) град је у њемачкој савезној држави Мекленбург-Западна Померанија. Једно је од 62 општинска средишта округа Гистров. Према процјени из 2010. у граду је живјело 30.445 становника. Посједује регионалну шифру (AGS) 13053031.

## Географски и демографски подаци
Гистров се налази у савезној држави Мекленбург-Западна Померанија у округу Росток. Град се налази на надморској висини од 14 метара. Површина општине износи 70,9 km². У самом граду је, према процјени из 2010. године, живјело 30.445 становника. Просјечна густина становништва износи 430 становника/km².

## Међународна сарадња
| Мјесто  | Држава               | Врста сарадње | Од    |
| ------- | -------------------- | ------------- | ----- |
| Шодино  | Бјелорусија          | контакт       | 1990. |
| Свејл   | Уједињено Краљевство | партнерство   | 1994. |
| Грифице | Пољска               | контакт       | 1996. |
|         | Финска               | контакт       | 1996. |
| Рибе    | Данска               | партнерство   | 1991. |
| Извор   |                      |               |       |